# Scraptia lunulata
Scraptia lunulata là một loài bọ cánh cứng trong họ Scraptiidae. Loài này được Blackburn miêu tả khoa học năm 1897.